# لغة غازي
الغازي هي إحدى اللغات الإيرانية المركزية، وهي واحدة من خمس لغات مدرجة في إثنولوج ويبلغ عدد متحدثيها 35000 شخصاً. وتختلف المصادر في كون اللغة الزيفرائية لهجة غازية أو لهجة نايينية. 